# Мао Чаофэн
Мао Чаофэн (кит. 毛超峰; род. декабрь 1965, Чжэчэн, Хэнань) — китайский политик, с 2015 года вице-губернатор провинции Хайнань.

## Биография
Чаофэн родился в уезде Чжэчэн, провинции Хэнань. Он вступил в Коммунистическую партию Китая в 1986 году. Он окончил Пекинский метеорологический институт (позже вошел в состав Нанкинского университета информационных наук и технологий) по специальности «Прогнозирование погоды».
В начале своей карьеры он работал в Управлении гражданской авиации Китая. Затем он был мэром Цзяоцзо, после этого — руководителем партии в Чжоукоу. В октябре 2011 года он был назначен членом провинциального партийного постоянного комитета провинции Хэнань, вступив в ряды окружного комитета в возрасте 45 лет. В феврале 2012 года Мао вступил в должность директора провинциальной комиссии по политическим и правовым вопросам. В январе 2013 года он был переведен на пост главы комиссии по политическим и правовым вопросам в провинции Хайнань. В январе 2015 он стал вице-губернатором провинции Хайнань.